# Nina Gabay
Eugenie "Nina" Gabay (från 1944 gift Fasth), född 22 september 1921 i Pietrasanta i Italien, död 5 augusti 2000 i Kungsbacka, var en svensk dansös av ryskt ursprung.
Nina Gabay genomgick dansstudier i Frankrike 1931–1936 och turnerade bland annat i Frankrike med ryska Monte Carlobaletten 1936–1937. Hon kom 1937 till Göteborg och engagerades vid Stora Teatern där hon 1938 blev första solodansös. Bland hennes roller märks Svanhilda i Coppélia, svandrottningen i Svansjön och det ledande partiet i Sylfiderna.